# Seljelvnes
Seljelvnes est une localité du comté de Troms, en Norvège.

## Géographie
Administrativement, Seljelvnes fait partie de la kommune de Balsfjord.